# Глибокий вакуум
«Глибокий вакуум» (англ. High Vacuum) — науково-фантастичний роман Чарльза Еріка Мейна. Вперше вийшов 1957 року у видавництві «Ballantine Books».

## Сюжет
У першого пілотованого корабля «Альфа» закінчується паливо безпосередньо перед посадкою в Морі Дощів й він зазнає катастрофи, під час якої один з чотирьох членів екіпажу помирає та перериває відпочинок інших. Новела розповідає про решту членів екіпажу, про їх намагання вижити та повернутися на Землю.

## Відгуки критиків
У червні 1958 року критик видання Science Fiction Stories, Деймон Найт написав:
|  | Стиль Мейна є жорстким та помпезним, але він цілеспрямовано рухає історію; його герої надмірно спрощені, але часом яскраві та сильні... Єдине, що дійсно не так з цією книгою, справжня наука в ній. Фізика у Мейна погана, а його хімія ще гірша ... Жахливі помилки в цій новелі знаходяться в області загальновідомого (начебто західний герой повинен спустити пуебло і їхати вниз по коджоні): будь-яка з них могла бути виправлена десятьма хвилинами за допомогою словника або енциклопедії. |